# Leiophron fuscotibialis
Leiophron fuscotibialis är en stekelart som beskrevs av Sergey A. Belokobylskij 2000. Leiophron fuscotibialis ingår i släktet Leiophron och familjen bracksteklar. Inga underarter finns listade i Catalogue of Life.